# Еріка Браун (плавчиня)
Еріка Браун (англ. Erika Brown; нар. 27 серпня 1998) — американська плавчиня, срібна та бронзова призерка Олімпійських ігор 2020 року.

## Кар'єра
Еріка Браун у 2018 році виступила на чемпіонаті світу на короткій воді. Там вона перемогла в складі естафетних команд 4×50, 4×100 вільним стилем, а також 4×50 комплексом. Окрім цього вона була другою в естафетному запливі 4×200 вільним стилем.
У 2021 році, під час американського олімпійського відбору, спортсменка стала другою на дистанції 100 метрів вільним стилем та кваліфікувалася на Олімпійські ігри в Токіо.
25 липня відбувся перший заплив американки на Олімпійських іграх. Це був фінал естафети 4x100 метрів вільним стилем. Еріка Браун виступила на першому етапі, а на наступних були: Еббі Вейтцейл, Наталі Гіндс та Сімоне Мануель. Збірна США фінішувала третьою, поступившись командам Австралії та Канади. 28 липня вона проплила у попередніх запливах дистанції 100 метрів вільним стилем, показавши вісімнадцятий час (53.87). Три спортсменки відмовилися виступати у півфіналі, що дозволило американці продовжувати боротьбу. Їй довелося провести заплив проти китайської спортсменки за право вийти у півфінал. У ньому Еріка Браун перемогла з часом 53.51 та не пройшла у фінальний заплив. У півфінальних запливах вона показала тринадцятий час (53.58) та завершила змагання. 30 липня вона була в складі естафетної команди 4x100 метрів комплексом, яка виступила у попередніх запливах, та кваліфікувалася у фінал із другим часом. Еріка не увійшла до остаточного складу команди, яка у фіналі посіла друге місце, але згідно з правилами також отримала срібну медаль.

## Виступи на Олімпійських іграх
| Олімпіада  | Дисципліна                           | Час     | Місце |
| ---------- | ------------------------------------ | ------- | ----- |
| Токіо 2020 | 100 метрів вільним стилем            | 53.58   | 13    |
| Токіо 2020 | естафета 4x100 метрів вільним стилем | 3:32.81 | 3     |
| Токіо 2020 | естафета 4x100 метрів комплексом     | 3:51.73 | 2     |